# Кара-Ой (Аксыйский район)
Кара-Ой (кирг. Кара-Ой) — село в Аксыйском районе Джалал-Абадской области Кыргызстана. Входит в состав Кара-Жыгачского айылного аймака.

## География
Село расположено в южной части области, на берегах реки Сыны-Сай (правый приток реки Кара-Суу), на расстоянии приблизительно 25 километров (по прямой) к северо-востоку от города Кербен, административного центра района.

## Население
Согласно оценочным данным Национального статистического комитета Кыргызской Республики, численность населения села на начало 2023 года составляла 2004 человека.
| год     | 2009 | 2014 | 2015 | 2020 | 2021 | 2023 |
| ------- | ---- | ---- | ---- | ---- | ---- | ---- |
| человек | 302  | 344  | 2111 | 2337 | 2343 | 2004 |